# Marcelo, Marmelo, Martelo
Marcelo, Marmelo, Martelo ist eine lateinamerikanische Fernsehserie, basierend auf dem gleichnamigen Kinderbuchklassiker von Ruth Rocha. Die Serie wurde am 8. Juli 2023 auf Paramount+ in Brasilien veröffentlicht.
In Deutschland, Österreich und der Schweiz wurde die Serie am 15. September 2023 auf Paramount+ gestartet.

## Handlung
Die Serie erzählt von den Abenteuern eines einzigartigen Jungen mit seinem eigenen unverwechselbaren Sprach-, Denk- und Modestil. Sein eigenwilliger Stil und seine Kreativität beim Erfinden von Wörtern helfen ihm dabei, die drei besten Freunde in ihrer Nachbarschaft Caramel für sich zu gewinnen: Catapimba, der schnellste Fußballspieler; Therese, ein sehr organisiertes Mädchen; und Gabriela, die super intelligent ist und den stärksten Tritt in der Nachbarschaft hat. Gemeinsam werden sie sich auf eine transformative Reise begeben.

## Besetzung
| Rolle                   | Schauspieler    |
| ----------------------- | --------------- |
| Marcelo Marmelo Martelo | Enzo Rosetti    |
| Catapimba               | David Martins   |
| Teresinha               | Rihanna Barbosa |
| Gabriela                | Lara Capuzzo    |

## Episodenliste
| Nr. (ges.) | Nr. (St.) | Deutscher Titel                     | Originaltitel           | Erstausstrahlung BR | Deutschsprachige Erstausstrahlung (D) |
| ---------- | --------- | ----------------------------------- | ----------------------- | ------------------- | ------------------------------------- |
| 1          | 1         | Marcelo Marmelo Martelo             | Marcelo Marmelo Martelo | 8. Juli 2023        | 15. Sep. 2023                         |
| 2          | 2         | Der Wir-brechen-die-Regeln-Tag      | Desfuncionice           | 8. Juli 2023        | 15. Sep. 2023                         |
| 3          | 3         | Catapimbas Halbtags-Geburtstag      | Meiossário do Catapimba | 8. Juli 2023        | 15. Sep. 2023                         |
| 4          | 4         | Der Persönlichkeitstausch           | Eumesmice               | 8. Juli 2023        | 15. Sep. 2023                         |
| 5          | 5         | Der Tauschhandel                    | Moitarar                | 8. Juli 2023        | 15. Sep. 2023                         |
| 6          | 6         | Die Internetblockade                | Desinternetizar         | 8. Juli 2023        | 15. Sep. 2023                         |
| 7          | 7         | Die Freundesfamilie                 | Amiguília               | 8. Juli 2023        | 15. Sep. 2023                         |
| 8          | 8         | Endloser Kuhkaosaft                 | Sucolate infinito       | 8. Juli 2023        | 15. Sep. 2023                         |
| 9          | 9         | Der Fünfathlon von Caramelo         | Cincatlo do Caramelo    | 8. Juli 2023        | 15. Sep. 2023                         |
| 10         | 10        | Das Pech-wegweh-Windrad             | Desazarar               | 8. Juli 2023        | 15. Sep. 2023                         |
| 11         | 11        | Die Kontra-Katastrophagen           | Antitragedário          | 8. Juli 2023        | 15. Sep. 2023                         |
| 12         | 12        | Der Kinderrepräsentant von Caramelo | Criancante do Caramelo  | 8. Juli 2023        | 15. Sep. 2023                         |
| 13         | 13        | Die Tagnacht im Wohnplatz           | Noitia na Moradeira     | 8. Juli 2023        | 15. Sep. 2023                         |

## Produktion
Am 8. Oktober 2020 kündigte ViacomCBS International Studios den Kauf der Rechte an Marcelo, Marmelo, Martelo, der erfolgreichsten Buchsammlung der brasilianischen Schriftstellerin Ruth Rocha, für die internationale Produktion einer Serie mit Coiote Producciones Cinemategráficas bekannt.
Am 8. Juli 2023 steht die Serie exklusiv auf Paramount+ in Brasilien und weiteren lateinamerikanischen Ländern zum Streamen zur Verfügung. Zeitgleich wurde die erste Episode auf dem brasilianischen Nickelodeon Sender veröffentlicht. Anschließend folgte wöchentlich eine neue Folge.
In Deutschland, Österreich und der Schweiz begann die Serie am 15. September 2023 auf Paramount+. Weitere internationale Märkte wie Kanada, Vereinigtes Königreich, Australien, Frankreich, Irland und Italien sollen ebenfalls folgen.

## Adaption
Die Serie basiert auf das im Jahr 1976 erschienene Buch „Marcelo, Marmelo, Martelo“, welches in mehr als 55 Auflagen veröffentlicht wurde und ist ein gefeierter Erfolg bei Kritikern und Publikum. Mit über 180 veröffentlichten Büchern in ihrer 50-jährigen Karriere hat Ruth Rocha mehr als 40 Millionen Bücher in Brasilien und im Ausland verkauft, und ihr Werk wurde in 25 Sprachen übersetzt.